# 横浜市立金沢動物園
横浜市立金沢動物園（よこはましりつ かなざわどうぶつえん）は、神奈川県横浜市金沢区釜利谷東にある市立動物園。金沢自然公園内に位置する。

## 概要
希少草食動物を中心とした動物園。草食動物の飼育のために広い飼育スペースを誇る。無柵放養式展示の動物地理学的展示（地理学展示）をとっている。
運営2007年度までは横浜市環境創造局が管理していたが、指定管理者制度の導入に伴って2008年4月1日より同市の外郭団体であり、開園当初よりよこはま動物園ズーラシアの管理運営も行っている財団法人横浜市緑の協会にその管理運営が引き継がれた。
休園日毎週月曜日（祝日の場合は翌日）
開園時間9:30 - 16:30（入園は16:00まで）

## 展示ゾーン
- アメリカ区
- ユーラシア区
- オセアニア区
- アフリカ区
- ほのぼの広場
- いきもの発見広場
- なかよしトンネル
動物園と植物区を結ぶメインゲート。中で可愛い動物の人形が音楽に合わせて動いている。
- 植物区
四季折々の花木や芝生広場など、豊かな自然が楽しめる。
- ののはな館
園内のイベント情報や公園周辺の生き物の紹介している施設。動物に関した企画展示や図書コーナーもある。

- 過去展示されていた動物
アメリカヘラジカ、オニカナダガン、アメリカプロングホーン、シロイワヤギ、ビクーニャ、クロエリハクチョウ、カモハクチョウ、ダーウィンレア、コモンレア、ブラジルバク、ローランドアノア、ガウル、キンシコウ、カンスーアカシカ、エレガントワラビー、オグロワラビー、コモンウォンバット、ヒクイドリ、ミナミシロサイ、ケニアボンゴ、ソマリノロバなど。

## 沿革
- 1982年（昭和57年） 3月17日　野毛山動物園の分園として開園[1]
- 1988年（昭和63年） 4月1日　野毛山動物園から独立、日本動物園水族館協会加盟[2]
- 1990年（平成2年） 11月21日　トンネルゲート運用開始[3]
- 1992年（平成4年） 10月3日　高速側駐車場運用開始[4]
- 2013年（平成25年） 4月1日 神奈川県教育委員会教育長 藤井良一により博物館相当施設に指定[5] される。
- 2016年（平成28年） オオカンガルーウォークスルー展示完成[6]
- 2020年（令和2年） 10月　「インドゾウに対するQOL向上の取り組み」が市民ZOOネットワークのエンリッチメント大賞2020敢闘賞を受賞[7]。
- 2021年（令和3年） 10月　「オオツノヒツジの生態展示とその検証」が市民ZOOネットワークのエンリッチメント大賞2021奨励賞を受賞[8]

## 歴代園長
- 北井　正　（1982年3月17日-1985年6月8日、野毛山動物園園長兼務）[9]
- 宮崎　眞吉（1985年6月15日-1988年3月31日、野毛山動物園園長兼務）[9]
- 麻生　次郎（1988年4月1日-1990年3月31日）
- 紺野　康文（1990年4月1日-1996年3月31日）
- 木村　肇國（1996年4月1日-1999年3月31日）
- 木村　隆一（1999年4月1日-2001年3月31日）
- 中村　博美（2001年4月1日-2007年3月31日）
- 中村　智樹（2007年4月1日-2008年3月31日）
- 内田　孝司（2008年4月1日-2011年3月31日）
- 鈴木　浩　（2011年4月1日-2012年3月31日）
- 原　久美子（2012年4月1日-2020年3月31日、元・地方独立行政法人天王寺動物園役員選考委員会委員[10]、現・日本動物園水族館協会専務理事[11]）
- 小國　徹　（2020年4月1日-2024年3月31日）[12]
- 長倉 かすみ（2024年4月1日-現職）[13]

## 交通
- 京急本線金沢文庫駅より横浜京急バス
  - 野村住宅センター行「夏山坂上」下車徒歩3分
  - 急行 金沢動物園行 終点下車すぐ（土・休日のみ運行）
  - 洋光台駅行・京急富岡駅行・能見台車庫前行・氷取沢高校行「市民の森入口」下車、無料送迎バス（コアラバス）に乗り換え終点下車すぐ
- 横浜横須賀道路金沢自然公園インターチェンジに高速道路専用駐車場が直結している。この駐車場は一般道への出場は不可能。また、釜利谷ジャンクション方向からの入出場のみ可能。

## コアラ騒動
1984年にコアラが日本に初輸入されたことからコアラブームが起こり、翌1985年に横浜市もオーストラリアのクイーンズランド州にコアラ誘致を働きかけたところ、動物愛護の観点から横浜市内の獣医約40名が誘致反対の陳情書を横浜市長に提出するなど反対運動が起こったが、翌1986年同州から2頭のコアラが当園に贈られることとなった。市は飼育員と獣医を現地で研修させ、2億4000万円のコアラ舎を建設、コアラ到着後は24時間VTRで観察するなど細心の注意で飼育を開始した。翌1987年にはさらに2頭のコアラが送られたが、受け入れ準備などに忙殺された飼育班長が自殺する事件が起こり、動物園の労働環境が問題となった（のちに同件は公務労災が認められた） 。